# 북군
연방군 또는 북군(영어: Union Army)이란 남북 전쟁 당시 연방(Union) 측에 서서 싸운 육상 병력들을 일컫는다. 정규군은 물론 의용병, 징집병을 모두 포함하는 개념이다. 북군은 최종적으로 남군에 대해 승리했다. 북군의 병력은 250만 명 이상이었으며, 거의 대부분이 자원입대자였다. 사망자는 350,000 여명, 부상자는 280,000 여명, 탈영자는 200,000 여명이다.

## 같이 보기
- 공화국의 위대한 군대